# Hippeophyllum sulense
Hippeophyllum sulense är en orkidéart som beskrevs av Johannes Jacobus Smith. Hippeophyllum sulense ingår i släktet Hippeophyllum och familjen orkidéer. Inga underarter finns listade i Catalogue of Life.